# Auxesis (stijlfiguur)
Een auxesis is een stijlfiguur waarbij een idee of omstandigheid met meestal ironische overdrijving wordt uitgedrukt.
voorbeeld
- Hij had een gat in zijn hoofd van hier tot de maan.
- De verpleegster was een engel.

## Zie
- amplificatie
- ironie
- meiose